# Так и волшебная сила Жужу
«Так и волшебная сила Жужу» (англ. Tak and the Power of Juju) — мультсериал, созданный Nickelodeon и THQ, основанный на серии видеоигр Tak and the Power of Juju. В России показ мультсериала вёлся на телеканалах Nickelodeon и ТНТ с 2009 по 2010 годы. Это второй CGI сериал, созданный на студии Nickelodeon, после "Приключения Джимми Нейтрона: мальчика-гения".

## Сюжет
Главный герой — 14-летний мальчик Так, живущий в джунглях в племени Пупунуну. Он ученик своего дяди, шамана племени. Владеет магической силой Жужу. Так использует свою силу, чтобы помочь племени, являясь посредником между миром духом Жужу и людьми. Но зачастую Так предпочитает заняться чем-то более весёлым, а его заклинания иногда оборачиваются неприятностями для него самого и всего племени тоже.

## Главные герои
- Так — один из подростков в деревне Пупунуну. Он способен использовать свои магические способности, чтобы бороться с врагами, вызывать существ Жужу, и множество других вещей. Несмотря на это, он ещё подросток, и постоянно попадает в неприятности из-за магии. В оригинальной игре его озвучивал Джейсон Марсден; в мультсериале и последующих играх — Хэл Спаркс. На русском языке дублирует Сергей Бурунов.
Семья: мать Аврора Жужу — была невестой коварного Тёмного Жужу. Но в день своей свадьбы она сбежала с человеком из Пупунуну. Отец Така скорее всего мёртв, а мать возможно где-то скрывается, потому что Тёмный не удивился, встретив "её" (иллюзию, которую создал другой Жужу, чтобы обмануть его). В племени Так живёт вместе со своим приёмным дядей Джиболбой.
Роль в племени: ученик шамана. Но в серии «Зарии с любовью» Волшебник Жужу предсказал, что он станет вождём племени.
Внешний вид: У Така каштановые волосы, два длинных жёлто-фиолетовых пера на голове, нагрудная повязка для переноски жезла; бледно-синяя набедренная повязка и коричневый анклет. Его глаза зелёные (как у всех людей в племени Пупунуну), вокруг них фиолетовая племенная татуировка.
Характер: Так любит проводить время с друзьями, избегая своих обязанностей, любит славу и внимание. В племени заклеймён как неудачник — «проклятый человек».
Отличия от трилогии игры: В первой игре Так младше, ему около десяти лет; противостоит тёмному шаману Тлейлоку. В последующей игре «Tak 2: The Staff of Dreams» он уже старше; противостоит Dream Juju (Сон Жужу). В третьей игре он путешествует вместе с Локом (в игре — его напарник).
- Джера — 14 лет, младшая дочь вождя и друг Така. Она сорванец, подобно Фауне в играх. Джеру озвучивала Кэри Уолгрен. На русском языке дублирует Ольга Шорохова.
Внешность: Джера немного ниже, чем Так, но выше Кико. Есть немного веснушек. Её волосы тёмно-розовые с зелёным ободком и цветком гибискуса. Племенная татуировка бледно-розового цвета, имеется вокруг её левого глаза, на локте левой руки и на правой ноге. Она носит гепардовый топ и короткую зелёную юбку.
Характер: Джера любит веселиться и быть свободной, поэтому она избегает собрания и фестивали, которые любят устраивать ее отец и Зария. Джера запросто может постоять за себя в любой драке, несмотря на то, что она девочка. У неё есть привычка толкать Така в руку всякий раз, когда он делает или говорит что-то глупое. Хотя, вполне возможно, что это своеобразный знак любви. Джера всегда стоит на стороне Така, что бы тот ни задумал. Имеет слабость к милым зверюшкам, таким как папикану или носатики.
Семья: Отец Джеры — Вождь племени Пупунуну. Есть старшая сестра Зария —  ей 18 лет. Кем была их мать — неизвестно, она никогда не упоминалась в сериале.
Роль в племени: В мультсериале заменила Фауну из трилогии игры; лучший друг Така и Кико; возможно, влюблена в Така..
- Кико — один из подростков Пупунуну. Самый лучший друг Така и Джеры. Кико сирота и живёт в пещере неподалёку от деревни. Он создаёт множество различных изобретений, некоторые из которых работают. Также в некоторых сериях показано, что он играет на музыкальных инструментах и может делать скульптуры. Ко всем обращается «чувак» или «чувиха». Озвучивал Джон ДиМаджио. В российском дубляже — Никита Прозоровский.
Семья: У Кико нет родителей, о них он помнит только охотничью колыбельную. Также вполне вероятно, что Кико родом вовсе не из племени Пупунуну.
Внешний вид: У Кико черные лохматые волосы с синим отливом и большой нос (как и у большинства жителей племени). Также у него можно заметить два торчащих зуба из рта, красное ожерелье на шее, и зелёную юбку из листьев.
Характер: Кико может быть упрямым, если он в чём-то уверен, но в некоторых случаях просто отступает и соглашается с друзьями. Иногда говорит вещи, которые никто не понимает.
Роль в племени: Лучший друг Така и Джеры.
- Вождь — безымянный вождь племени Пупунуну. Озвучивал Морис ЛаМарш, в российском дубляже — Никита Прозоровский. Высокий и очень толстый человек, несколько глупый и экстравагантный. Был воспитан на берегу, в Моллюсковом Раю, так что возможно, он тоже не из племени Пупунуну, как и Кико. Очень любит дочерей и своё племя, но склонен изгонять людей. Любит играть на необычном музыкальном инструменте. Обожает поесть и мечтает о шевелюре. Нигде не было никакого упоминания о его жене и матери девочек.
- Зария — старшая дочь Вождя и наследница трона, о чём никогда не позволяет никому забывать. Зария эгоистична, избалована, считает себя самой красивой. Волшебник Жужу предсказал, что Так станет вождём, когда женится на следующем вожде Пупунуну, но он сказал, что это будет не Зария. Озвучивает Данна Фейнгласс, её образ основан на Перис Хилтон.
- Лок — самоуверенный воин. Любит похвастаться перед народом о своих вымышленных подвигах. Считает себя самым красивым. Трусливый силач. В игре был показан как воспитанник Джиболбы и напарник Така в его приключениях, но в сериале его роль изменилась. Он постоянно спорит с Таком и выступает против него, при этом он не прочь присвоить себе пару его заслуг и именно к нему обращается за помощью, когда ему что-то требуется. И в играх, и в сериале его озвучивал Патрик Варбертон, в российском дубляже — Сергей Бурунов.
- Невис — маленький носатик. Питомец Така и Джеры. Первое появление в эпизоде «Маленький носатик».

## Отзывы
Сериал получил негативные или неоднозначные отзывы.